# Ahu Nau Nau
Ahu Nau Nau je plošina ahu, nalézající se na severní straně Velikonočního ostrova, v blízkosti pláže Anakena. Na plošině je vztyčeno sedm soch Moai, z nichž čtyři mají na hlavě nasazené Pukao. Dvě ze sedmi soch jsou již pouze torza. Zbývajících pět soch se však dochovalo ve velmi dobrém stavu, protože byly, ležící, zaneseny pískem.

## Archeologický výzkum

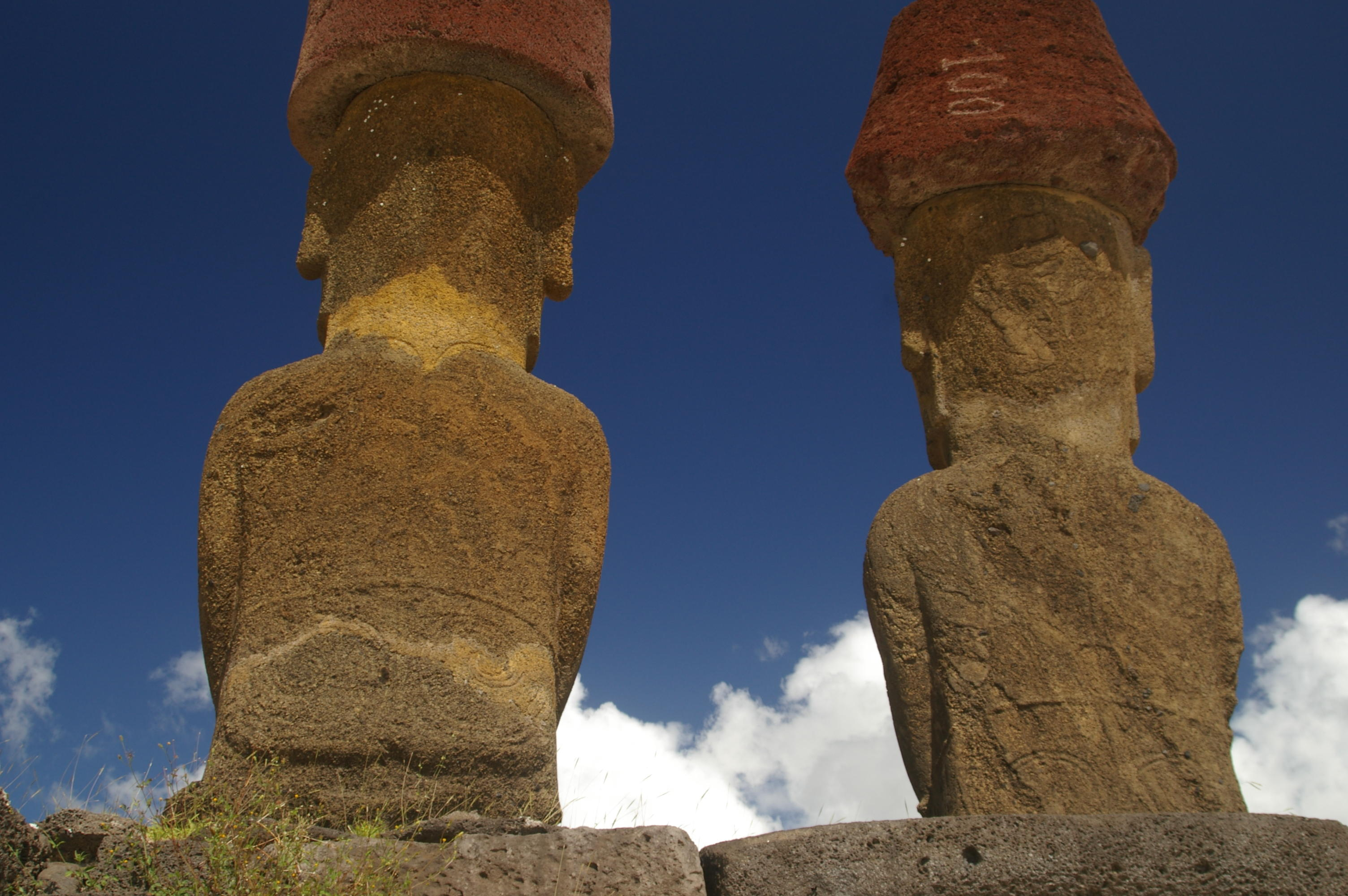
Dvě sochy Moai z Ahu Nau Nau, s dochovalými obrazci na zádech, znázorňujícími tetování.

V areálů plošiny Ahu Nau Nau objevili archeologové jediné dochovalé zbytky očí soch Moai, vyrobené z bílých mořských korálů, přičemž oční panenky byly zhotoveny z červené sopečné strusky. Nalezené zbytky očí jsou dnes uloženy v místním muzeu. Více než na jiných sochách Moai, jsou na Ahu Nau Nau zřetelné vytesané obrazce, znázorňující tetování na zádech nebo detaily rukou. Také na kamenech, z nich je vytvořena zadní stěna ahu jsou petroglyfy.
V rozmezí let 1978 až 1980 byla plošina zrekonstruována místním archeologem Sergiem Rapu.
Jeho vykopávky spolu s objevy Thora Heyerdahla doložily existenci raných stavebních konstrukcí, které jsou nyní pohřbeny pod mořskými nánosy.

### Datování
V osmdesátých letech dvacátého století strávil Paul Wallin, profesor archeologie na Gotlandské universitě několik let na vykopávkách na Velikonočním ostrově.
Na základě datování nalezených organických zbytků, dřevěného uhlí a kostí krys, odhadl, že ahu byla zkonstruována před 550 až 650 roky. Bylo také doloženo, že sedimenty staré 900 až 950 let předcházejí fázi výstavby ahu. Tyto údaje svědčí o tom, že se v oblasti Anakeny nacházejí nejstarší pozůstatky činnosti původního obyvatelstva.

### Magnetometrická měření
V létě roku 2003 proběhl v lokalitě Ahu Nau Nau magnetometrický výzkum uskutečněný týmem z university California State University v Long Beach a Havajské university, ve spolupraráci s archeologem Sergiem Rapu. Během studie se proměřilo 15.000 čtverečních metrů lokality a bylo potvrzeno, že magnetické anomálie korespondují s podpovrchovými strukturami. Výrazné magnetické anomálie odpovídaly rozložení sedimentů bohatých na železo. Tyto geoarcheologické nálezy nasvědčují o existenci bývalých vodních rezervoarů.
V blízkosti Ahu Nau Nau se nachází Ahu Ature Huki s jedinou sochou Moai, kterou v padesátých letech vztyčila expedice Thora Heyerdahla.